# Hieronymus Hirnhaim

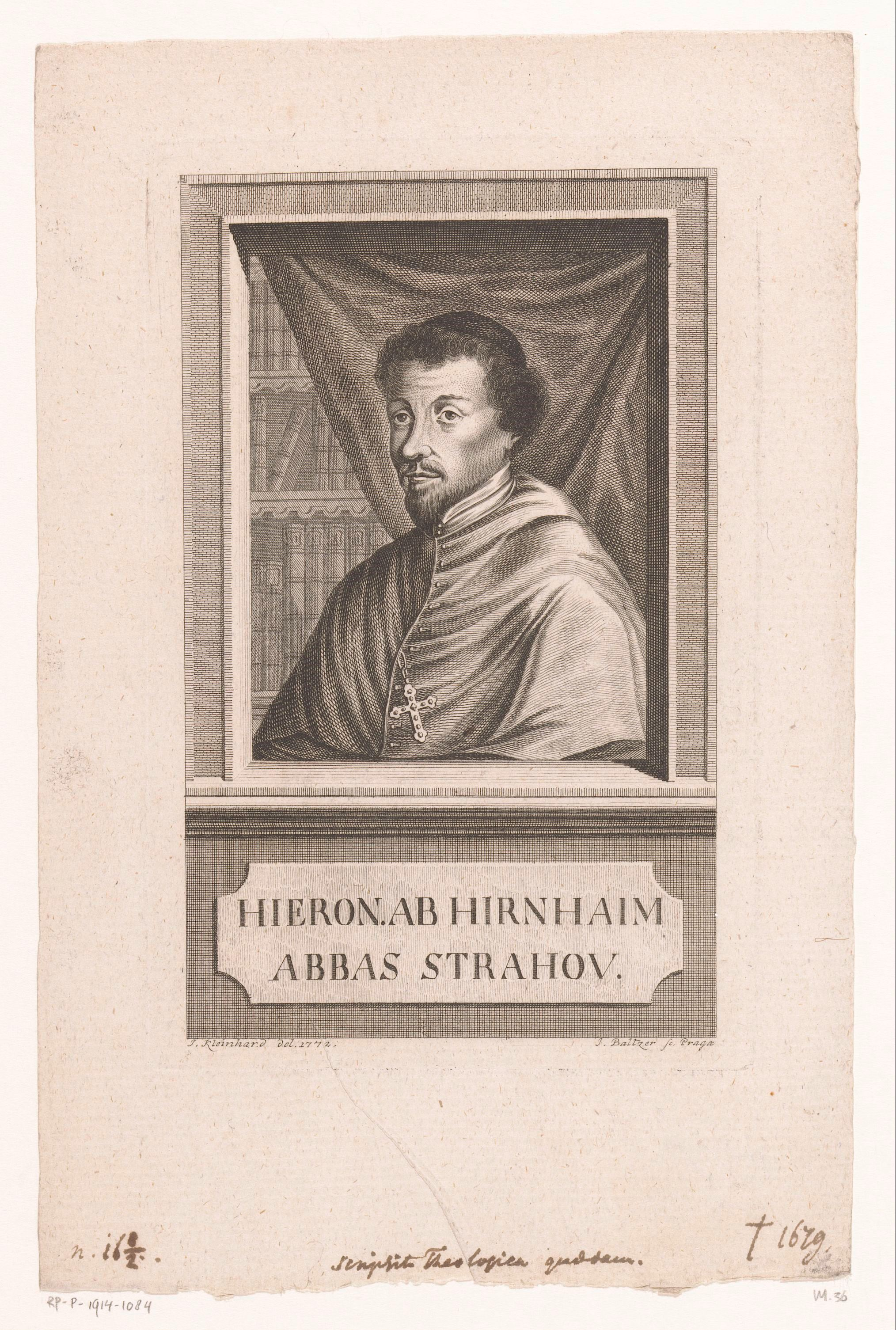
Hieronymus von Hirnhaim
Kupferstich von Johann Balzer (1772)

Hieronymus Hirnhaim (* 17. Mai 1637 in Troppau, damals Herzogtum Troppau, Lehen der Fürsten von Lichtenstein unter der Oberhoheit der österreichischen Habsburger; † 27. August 1679 im Kloster Hradisch (Hradiště)) war ein böhmischer Philosoph.
Hieronymus Hirnhaim starb 1679 als Generalvikar der Prämonstratenser in Prag. In seiner Schrift De Typho Generis Humani.... (Prag 1676), welche alle menschliche Wissenschaft für eitel und die göttliche Offenbarung als einzige Quelle der Wahrheit erklärt, hat er sich als kirchengläubiger Skeptiker zur Philosophie des Nichtphilosophierens bekannt.